# Tv Libera Pistoia
TV Libera Pistoia, nota anche come TVL, è una rete televisiva italiana a diffusione regionale fondata nel 1976, con sede nella località di Barile, a Pistoia.

## Storia
TVL nacque il 1º gennaio 1976 come Pistoia TV Libera, associazione civile di soci volontari senza fini di lucro.
La sua sede era in via Spontini, 1, a Pistoia, e gli studi si trovavano nel convento dei frati francescani di Giaccherino.
Il palinsesto dell’emittente proponeva sport e rubriche sportive, spettacoli (anche in vernacolo), rubriche religiose, rubriche d’informazione, un telegiornale, il programma Superclassifica Show, condotto da Maurizio Seymandi, Caffè Break, trasmissione settimanale di approfondimento su temi di attualità locale e nazionale in diretta con ospiti in studio e interventi telefonici del pubblico, condotta da Giuseppe Totaro e Attilio Guardincerri, Tea Break, la rubrica Dov'è tuo fratello? e la rubrica religiosa La domenica del Signore, a cura di Don Lorenzo. Tra gli altri collaboratori dell’emittente c'erano Mario Rafanelli e Rita Boratto, responsabile del palinsesto.
Fin dai suoi esordi TVL voleva anche “dar e voce agli ultimi” attraverso l’impegno con il mondo dell’handicap, attività già svolta dai dirigenti fondatori e da alcune operatrici dell’A.I.A.S. (Associazione Italiana Assistenza Spastici), che erano le prime "signorine buonasera".
All’inizio degli anni Ottanta gli editori di Tv Libera Pistoia rilevarono l’emittente di Pistoia concorrente Canale 60 fondendole in un’unica più grande tv, che venne ribattezzata Tvl – Tv Pistoia Libera. La sede fu spostata in via Sant'Andrea, 1, Pistoia. 
Fra i programmi in onda negli anni Ottanta ricordiamo il notiziario, rinominato TG FLASH, Il ribaltone, programma di intrattenimento dove si esibivano cantanti, poeti, musicisti, ballerini, imitatori e cabarettisti, Il telebustone, gioco e premi condotto da Luigi Bardelli che metteva in palio una Giulietta Alfa Romeo, sponsor della trasmissione, rubriche di servizio e approfondimento, e La tombola, gioco a premi inserito all’interno del Tg60 serale per intervallare cronaca e sport (le cartelle della tombola erano distribuite nei negozi cittadini).
Il canale si radicò nel proprio territorio e oltre i confini provinciali, ma mantenne una programmazione esclusivamente locale, senza affiliarsi ad alcun circuito nazionale.
Negli anni Novanta e Duemila, nella necessità di una strutturazione più efficiente e per rispondere a precise norme di legge, l'associazione si è trasformata in una società per azioni e ha spostato la propria sede nella frazione di Barile, un borgo alle porte di Pistoia.
Il palinsesto ha continuato grosso modo ad essere lo stesso dei decenni precedenti. È una rete che si ispira ai valori cristiani, fortemente caratterizzata da autoproduzioni, che superano il 70%. 
La società che la gestisce, la Tvl S.p.A., è affiliata all’associazione Corallo (Consorzio delle radiotelevisioni locali di ispirazione ecclesiale), l’associazione che raduna oltre 270 emittenti radiotelevisive cattoliche su tutto il territorio nazionale, della quale è presidente proprio il direttore di TVL, Egidio Luigi Bardelli, da sempre ispiratore, ideatore, direttore ed editore dei programmi del canale.
Tra le trasmissioni di questi anni troviamo Canto al Bali, condotta dallo stesso Bardelli, Ora verde, programma ecologico-agricolo, Balla che ti passa, programma di musica da ballo condotto da Serena Magnanesi, le rubriche sportive Giovedì sport e Assist, le partite della squadra di calcio della Pistoiese e del Pistoia Basket 2000, ippica, ciclismo, rally, rubriche di cultura e fede come Ora insieme e Shekina.
Dal 2022 approda su TVL lo show "Il Salotto del Calcio", programma sportivo dedicato alla Serie A con sguardo particolare verso l'ACF Fiorentina, condotto dal giornalista Marco Mordini e dalla modella Alessia Lotti.
Prima dello switchoff TVL trasmetteva a Pistoia, Prato e Firenze sull'UHF 25, a Montecatini Terme, Lucca, Pisa, Livorno e Massa sull'UHF 30, a San Marcello Pistoiese sull'UHF 58 e nella zona Gavinana-Maresca sull'UHF 61, coprendo quindi con il proprio segnale la Toscana centro-nord. 
Inoltre, trasmette in streaming sul suo sito.

## Programmi
- Canto al Balì'
- Giallo Pistoia
- Giovedì Sport, programma sportivo

- La mappa del gusto, programma di cucina dedicato ai ristoranti di "Vetrina di Toscana"
- Magic Talent Show
- Mammamia
- Notizie in corso (ore 6, 9, 10.45, 12.50), notiziario
- Obiettivo blues, programma musicale
- Ora verde
- Playlist, programma dedicato alla musica emergente
- Rassegna stampa (ore 8.05), programma d'informazione
- TG 2000 (da TV2000, ore 12.30), notiziario
- TG 60 (edizioni 13.45, 14.15, 20.15,20.30), notiziario
- TG Nazionale (ore 12.35), notiziario
- Un posto a tavola, programma di cucina

## Personale

### Giornalisti
- Giada Benesperi
- Giancarlo Innocenti († 2017)
- Don Diego Pancaldo
- Massimo Pannocchi
- Francesco Rossano
- Maurizio Tintori

### Conduttori e volti celebri
- Luigi Bardelli
- Paola Bardelli
- Checco Bugiani
- Marzia Cappellini
- Greta Fanoi
- Stefano Fiori
- Simone Gai
- Valentina Pedroni
- Scira Pratesi
- Giuseppe Previti
- Mario Rafanelli
- Linda Samoni